# Počajivská lávra
Počajivská lávra (ukrajinsky Почаївська лавра) je jeskynní pravoslavný monastýr zasvěcený Zesnutí (Nanebevzetí) Bohorodičky. Leží na kopci nad městečkem Počajiv nedaleko Kremence, v Ternopilské oblasti na západní Ukrajině. Je největším svatostánkem ve Volyni a po Kyjevskopečerské lávře i v celé Ukrajině.

## Dějiny

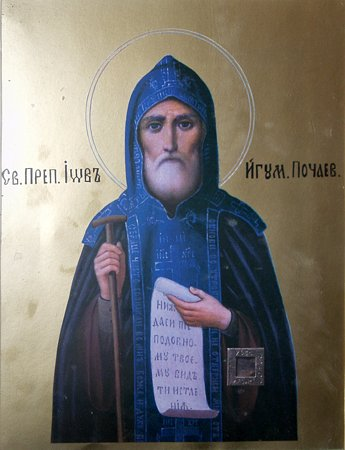
Job z Počajiva

První záznam o lávře pochází z roku 1527, přestože dle legendy byla založena již ve 13. století (během invaze Mongolů) kyjevskými či athoskými mnichy. Koncem 16. století zde již stál zděný chrám, jemuž roku 1597 věnovala šlechtična Anna Hojská ikonu sv. Bohorodičky, kterou jí dříve přivezl bulharský metropolita.
V roce 1604 se sem uchýlil již známý mnich Ivan Zalizo. Změnil si zde jméno na Job z Počajiva, byl zvolen igumenem a klášter za jeho působení zažíval rozkvět. Job, který se zde v mnišské askezi dožil sta let, zde založil tiskárnu, která dodávala pečlivě vypravené teologické knihy do celé Volyně a sousední Haliče.

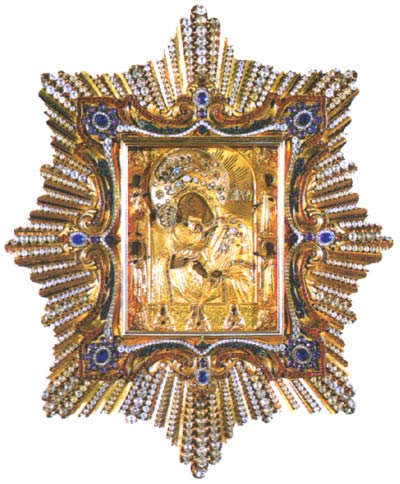
Ikona Bohorodičky z Počajiva

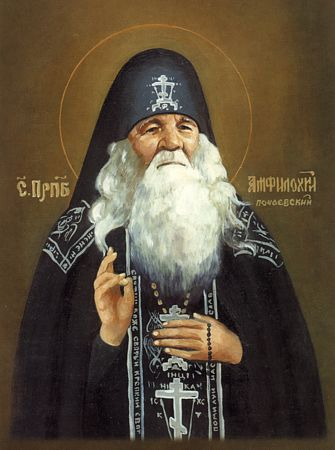
Sv. Amfilochij

Roku 1675 byl Počajiv obležen tureckými vojsky, kterým se však dle tradice zjevila sv. Bohorodička v doprovodu sv. Joba a andělů, následkem čehož množství Turků přestoupilo ke křesťanství; i kdyby tradice nadsazovala, jisté je, že Turci klášter nezničili.
V letech 1720–1831 náležel klášter řeckokatolické církvi a jeho význam se pomalu umenšoval[zdroj?]. Kanivský starosta Mikołaj Bazyli Potocki stal se největším dobrodincem Počajivského monastýra: roku 1771 fundoval novou mariánskou svatyni a klášterní komplex již s myšlenkou na korunovaci Matky Boží Počajivské.
Po zániku Polska, kdy se Volyň stala součástí Ruského impéria, přešlo následkem ruského vlivu mnoho věřících k pravoslaví a také klášter byl navrácen ruské pravoslavné církvi. K tomu pomohla i skutečnost, že řeckokatolická církev podpořila protiruské Listopadové povstání. Roku 1833 získal klášter status lávry a díky své poloze jen několik kilometrů od někdejších hranic s rakouskou řeckokatolickou Haličí se stal jakousi západní baštou pravoslaví, kam mířily pouti jak z celého Ruska, tak z Balkánu.
Po první světové válce připadla západní Volyň Polsku, a Počajivská lávra se tak paradoxně stala největším pravoslavným centrem Druhé polské republiky. To ji přivedlo do tíživé situace, jednak kvůli protiruským tendencím v Polsku, jednak kvůli perzekuci (nejen) pravoslavné církve v bolševickém Sovětském svazu. Ve druhé světové válce lávra sice unikla zničení; to pro ni však neznamenalo konec těžkostí, neboť sovětský režim nadále všemožně škodil: například v jedné z klášterních budov, již konfiskoval, bylo v souladu s dobovou praxí zřízeno muzeum atheismu. To bylo v roce rozpadu Sovětského svazu (1991) opět změněno v teologický seminář a pro lávru nastaly lepší časy. Dnes (rok 2016) je pod správou Ukrajinské pravoslavné církve (Moskevský patriarchát) opět jedním z center pravoslaví na Ukrajině.

## Sv. Amfilochij z Počajiva
Sv. Amfilochij (světským jménem Jakiv Holovaťjuk, 1894–1971) je vedle Joba Počajivského nejvýznamnějším světcem spjatým s lávrou; i díky jemu přežila nástrahy 20. století. Amfilochij přišel do kláštera z nedaleké Malé Ilovycje roku 1925 a zanedlouho již vešly ve známost jeho léčitelské schopnosti. Amfilochij, později známý jako Otec Josif, tak někdy ve svém příbytku přijímal stovky nemocných denně. Mnoho lidí se prý uzdravilo i při jeho pohřbu roku 1971 a zejména o 31 let později, 12. května roce 2002, kdy byl Amfilochij kanonizován pravoslavnou církví; vyzvednuté ostatky tehdy přišlo uctít 20 000 věřících.

## Galerie

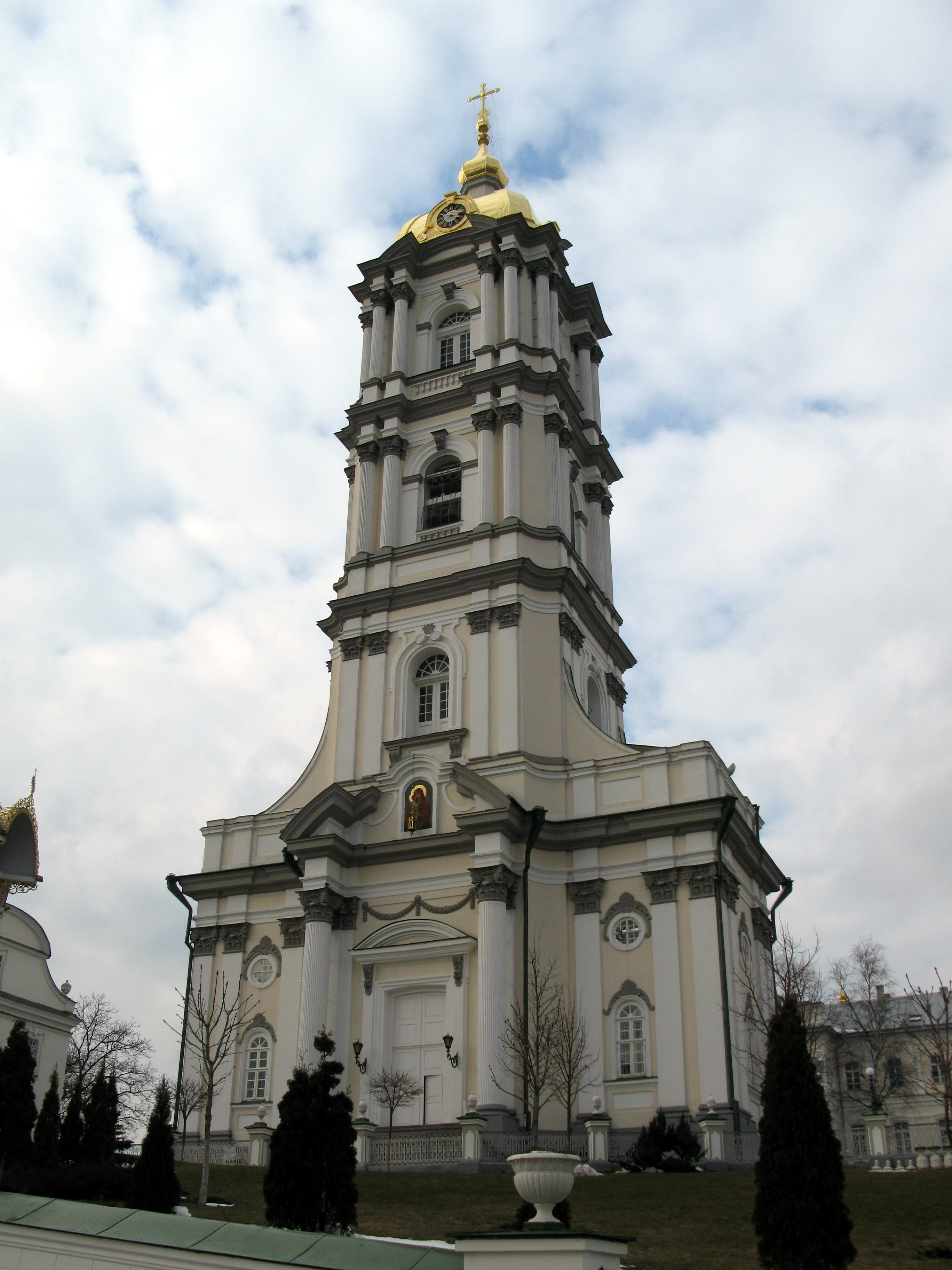
Zvonice
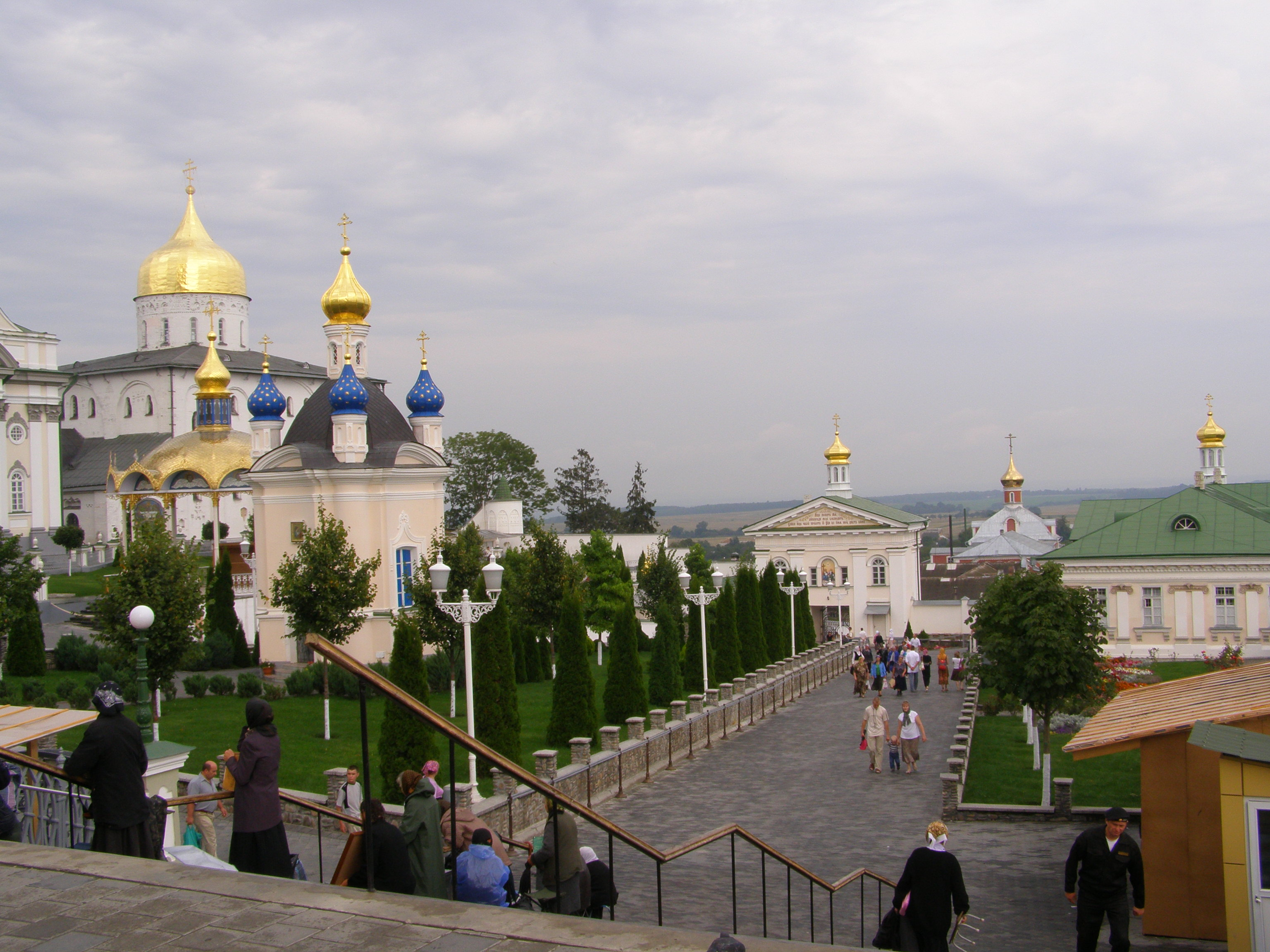
Vstupní nádvoří
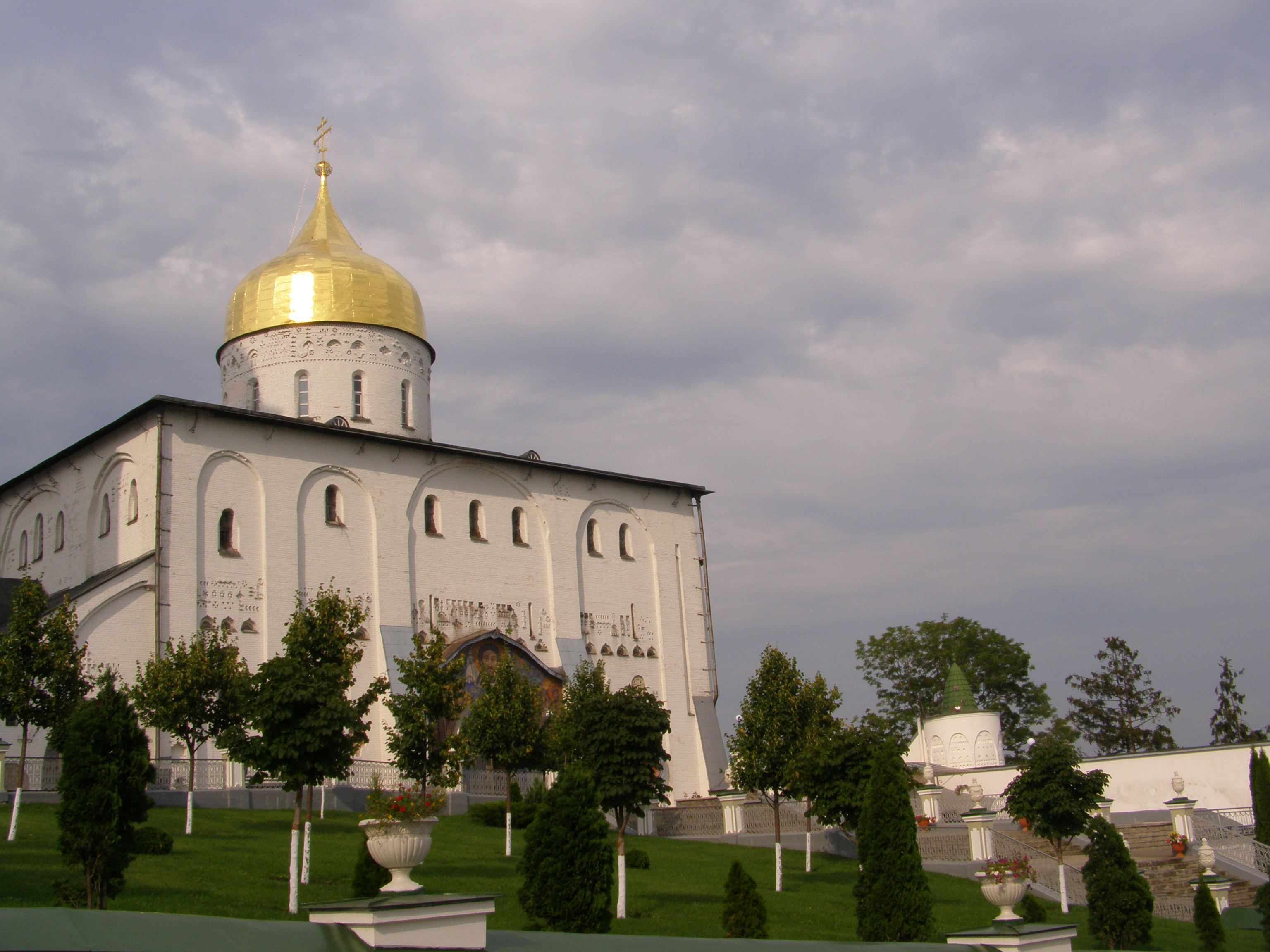
Chrám svaté Trojice
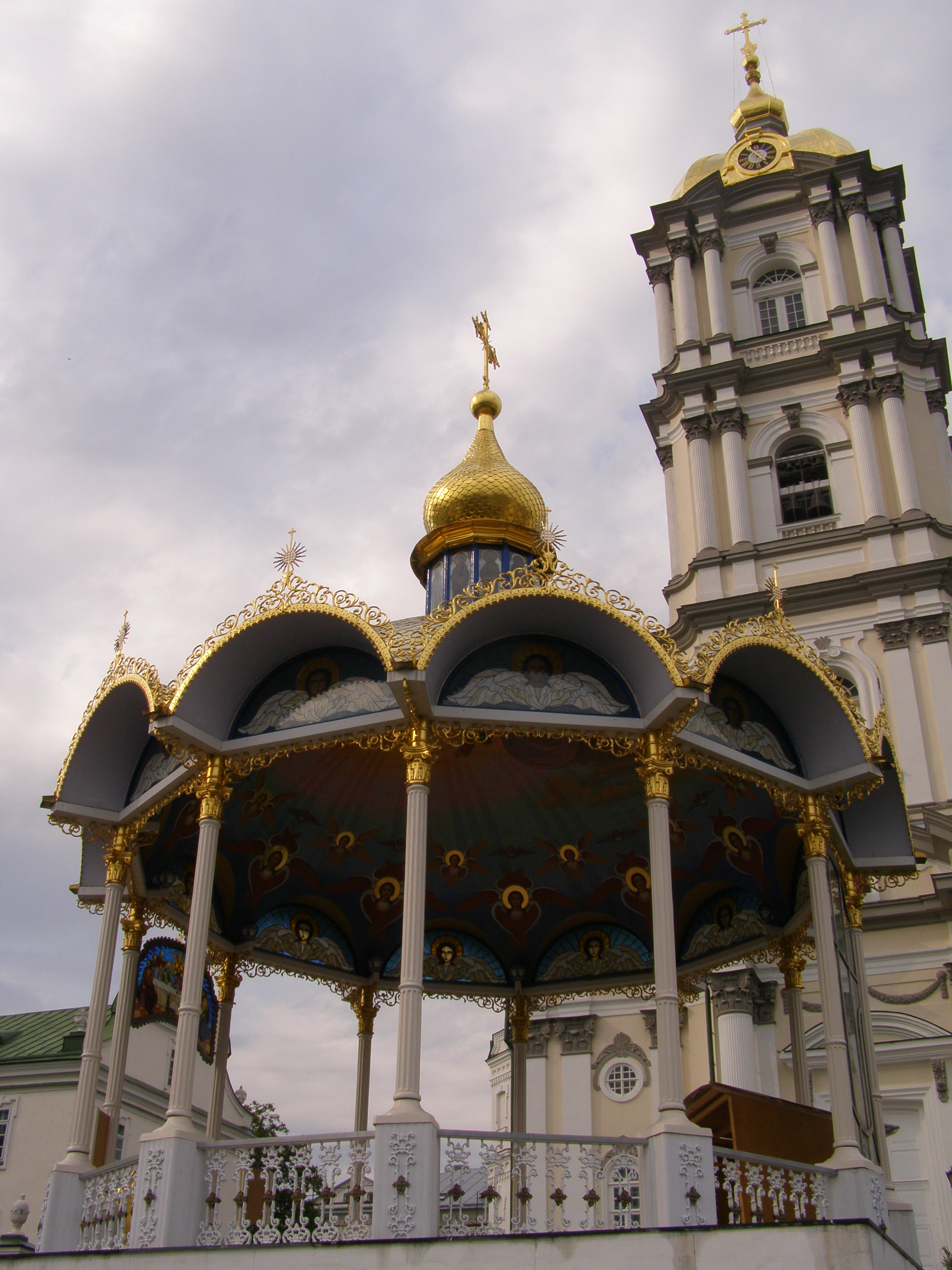
Letní kaple, v pozadí zvonice
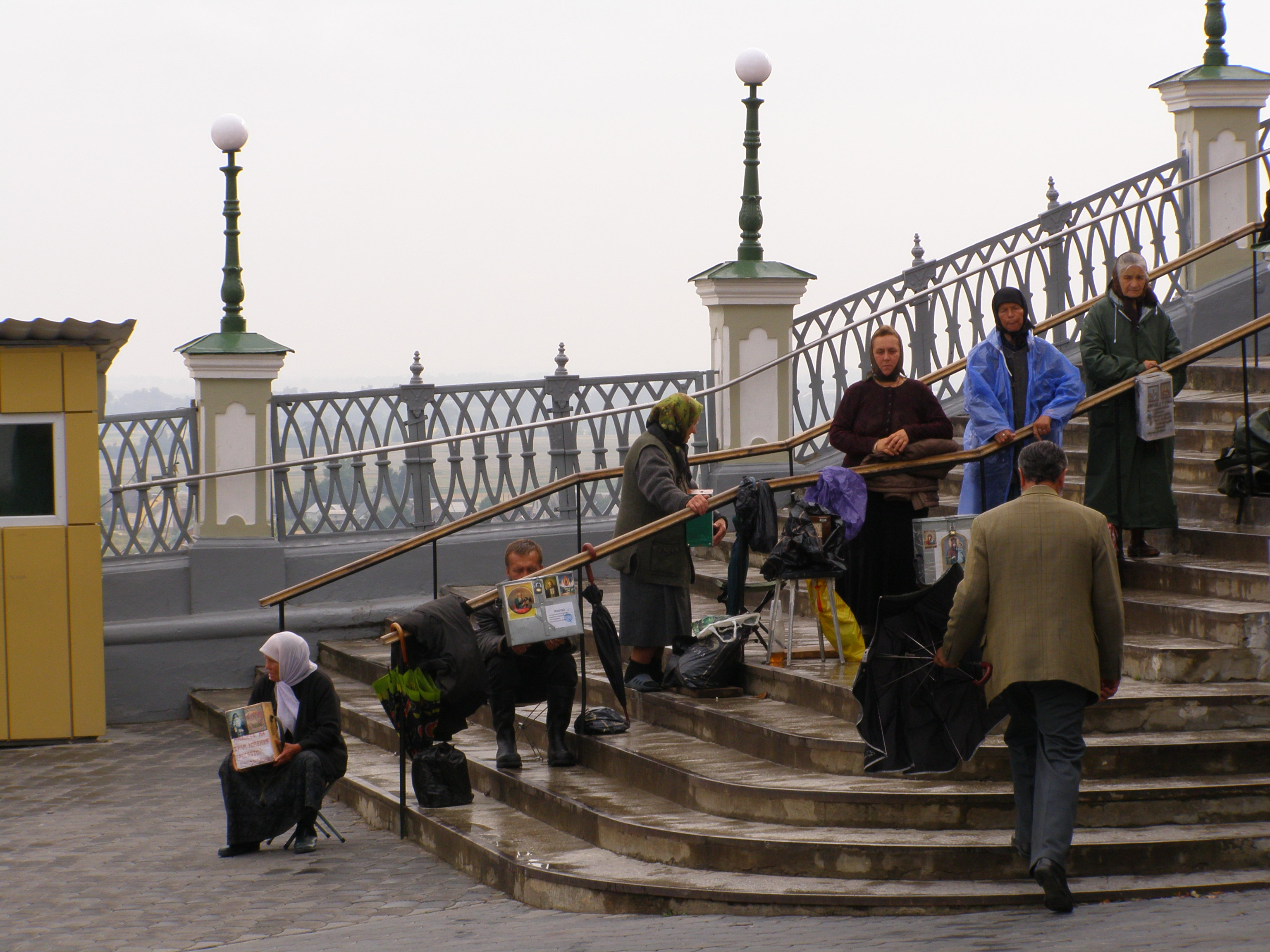
Schody k Uspenskému soboru
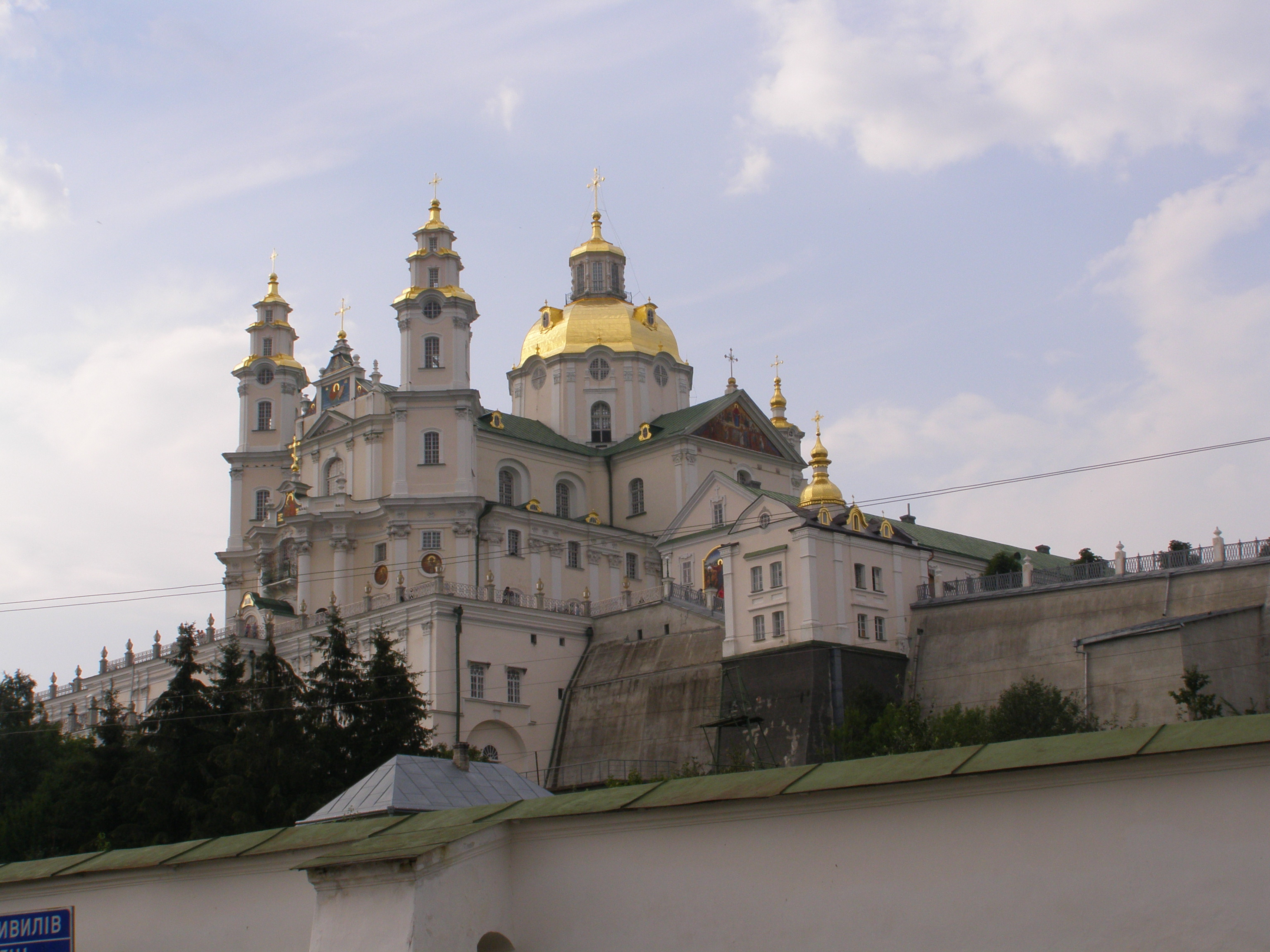
Počajivská lávra (Uspenskyj sobor), mecenáš Mikołaj Bazyli Potocki